# りんくうポート北
りんくうポート北（りんくうポートきた）は、大阪府泉南郡田尻町の町名。

## 地理
田尻町北部沿岸部に位置する。北は泉佐野市りんくう往来南、東から南にかけては嘉祥寺、西はりんくうポート南に隣接する。

## 歴史
- 1990年（平成2年）5月1日 - 埋立地より「りんくうポート北」成立[5]。

## 世帯数と人口
2020年（令和2年）5月1日現在（泉南郡発表）の世帯数と人口は以下の通りである。
| 町丁             | 世帯数  | 人口    |
| ---------------- | ------- | ------- |
| りんくうポート北 | 854世帯 | 1,489人 |

### 人口の変遷
国勢調査による人口の推移。
| 1995年（平成7年）  | 119人   | [ 6 ]  |  |
| 2000年（平成12年） | 770人   | [ 7 ]  |  |
| 2005年（平成17年） | 1,407人 | [ 8 ]  |  |
| 2010年（平成22年） | 1,686人 | [ 9 ]  |  |
| 2015年（平成27年） | 1,581人 | [ 10 ] |  |

### 世帯数の変遷
国勢調査による世帯数の推移。
| 1995年（平成7年）  | 118世帯 | [ 6 ]  |  |
| 2000年（平成12年） | 388世帯 | [ 7 ]  |  |
| 2005年（平成17年） | 647世帯 | [ 8 ]  |  |
| 2010年（平成22年） | 872世帯 | [ 9 ]  |  |
| 2015年（平成27年） | 825世帯 | [ 10 ] |  |

## 事業所
2016年（平成28年）現在の経済センサス調査による事業所数と従業員数は以下の通りである。
| 町丁             | 事業所数 | 従業員数 |
| ---------------- | -------- | -------- |
| りんくうポート北 | 22事業所 | 287人    |

## 交通
- 大阪府道63号泉佐野岩出線 - 田尻スカイブリッジを介してりんくうポート南と繋がっている。

## 施設

### 公共施設
- りんくう公園
- 国際交流基金関西国際センター

### 住宅
- パルメゾンりんくう
- 府営田尻りんくう住宅
- りんくう合同宿舎

### ホテル
- ホテルベイガルズ
- N GATE HOTEL OSAKA

## その他

### 日本郵便
- 郵便番号 : 598-0093[3]（集配局：泉佐野郵便局[12]）。